# Taşkıran, Çaykara
Taşkıran là một thị trấn thuộc huyện Çaykara, tỉnh Trabzon, Thổ Nhĩ Kỳ. Dân số thời điểm năm 2011 là 1.323 người.